# Scheinarchitektur

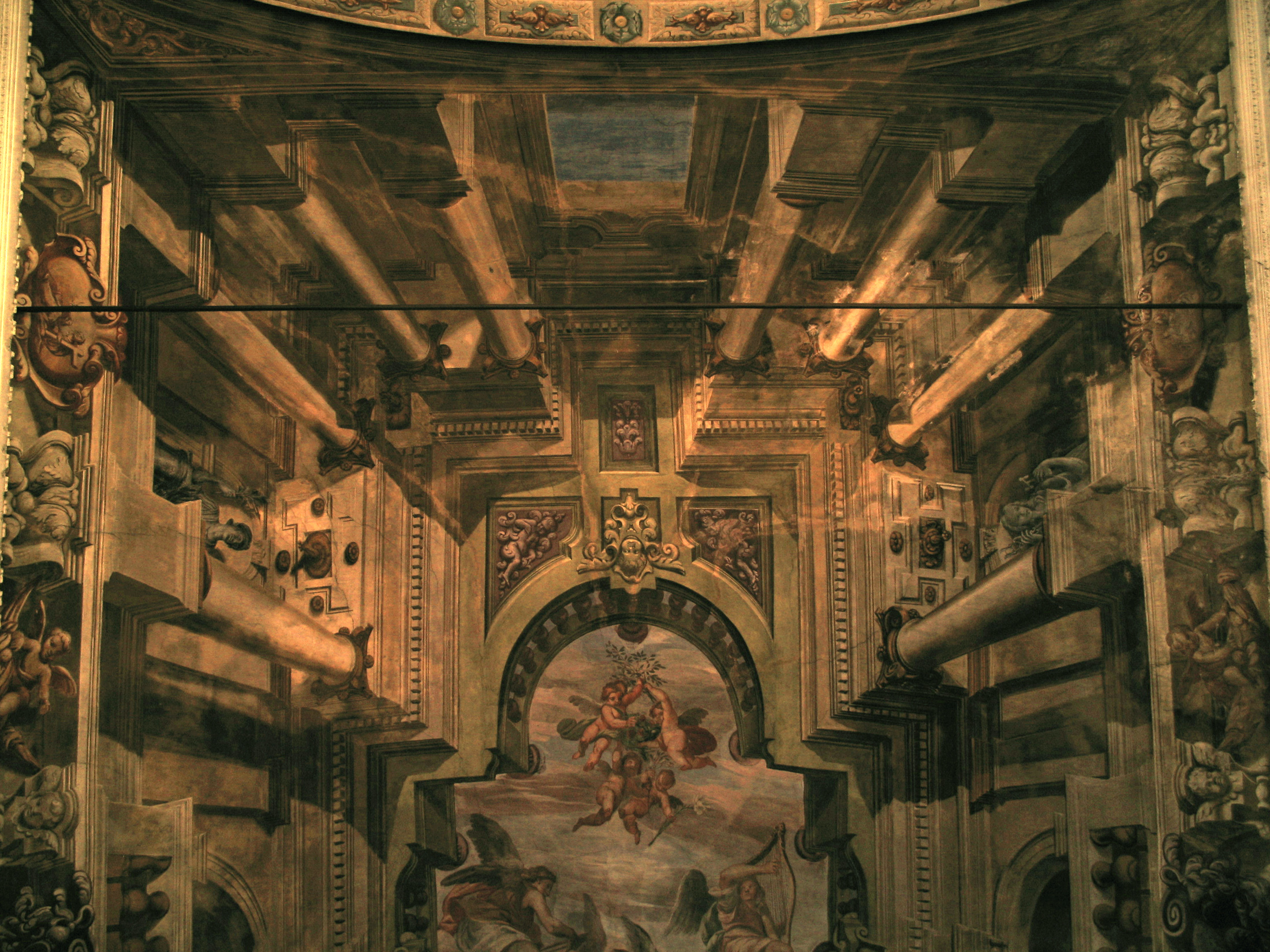
Gewölbe mit Scheinarchitekturen, Kirche Santa Maria del Corlo in Lonato del Garda

Scheinarchitektur ist eine illusionistisch gemalte oder durch Reliefwirkung nur angedeutete Architektur, die räumlich nicht existiert.

## Gebaute Scheinarchitekturen

### Europa
Zu den Scheinarchitekturen zählen feste Bühnenbauten (Proszenien) in klassischen Theatern, aber auch künstliche Ruinenbauten in Parkanlagen des 18. und 19. Jahrhunderts.
Im weiteren Sinne können auch Theaterkulissen, Attrappen, Staffagen und Potemkinsche Dörfer als Scheinarchitekturen eingesetzt werden.

### Indien
Bereits in den aus dem 3./4. Jahrhundert stammenden buddhistischen Chaitya-Hallen Westindiens (Karli-, Bhaja-, Aurangabad-Höhlen) finden sich imposante Scheingewölbe und Blendarchitekturen. Überhaupt kann die Felsbaukunst insgesamt mit einigem Recht als Scheinarchitektur bezeichnet werden (z. B. Felsenkirchen, Höhlentempel).

Vor allem in der Pallava-Architektur Südindiens (7.–9. Jh.), in der zeitlich und stilistisch nachfolgenden Chola-Architektur (9.–12. Jh.) und der darauf fußenden Baukunst des Vijayanagar-Reiches finden sich Scheinarchitekturen. Bedeutendste Beispiele sind die Fünf Rathas in Mamallapuram sowie die stufenförmig angeordneten pyramidalen Tempel- oder Gopuram-Türme im gesamten Südosten des indischen Subkontinents (Kanchipuram, Thanjavur, Madurai etc.).

Gebaute Scheinarchitektur
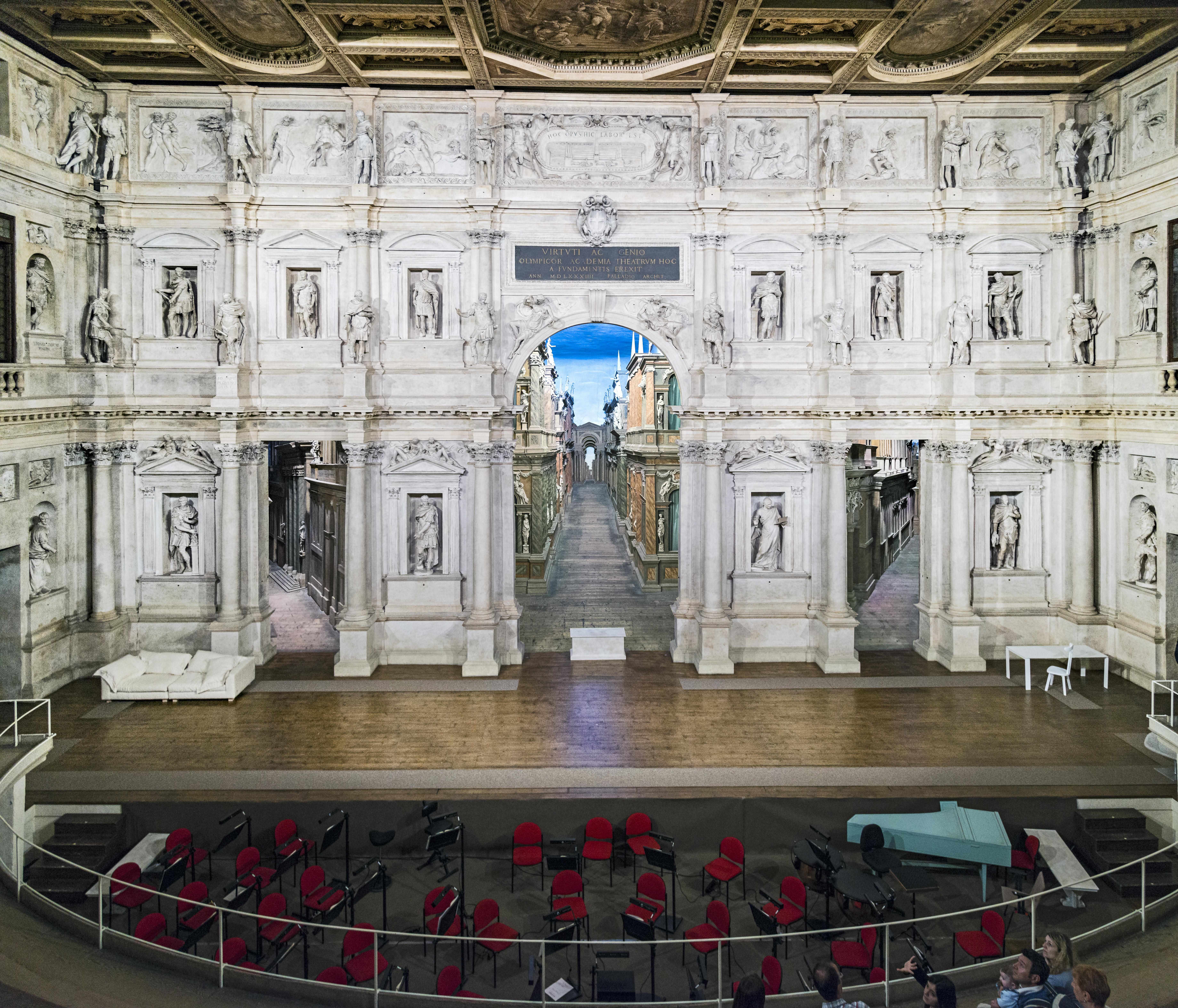
Scheinarchitektur: Skene im Teatro Olimpico (Vicenza), Andrea Palladio, erbaut 1580–1585.
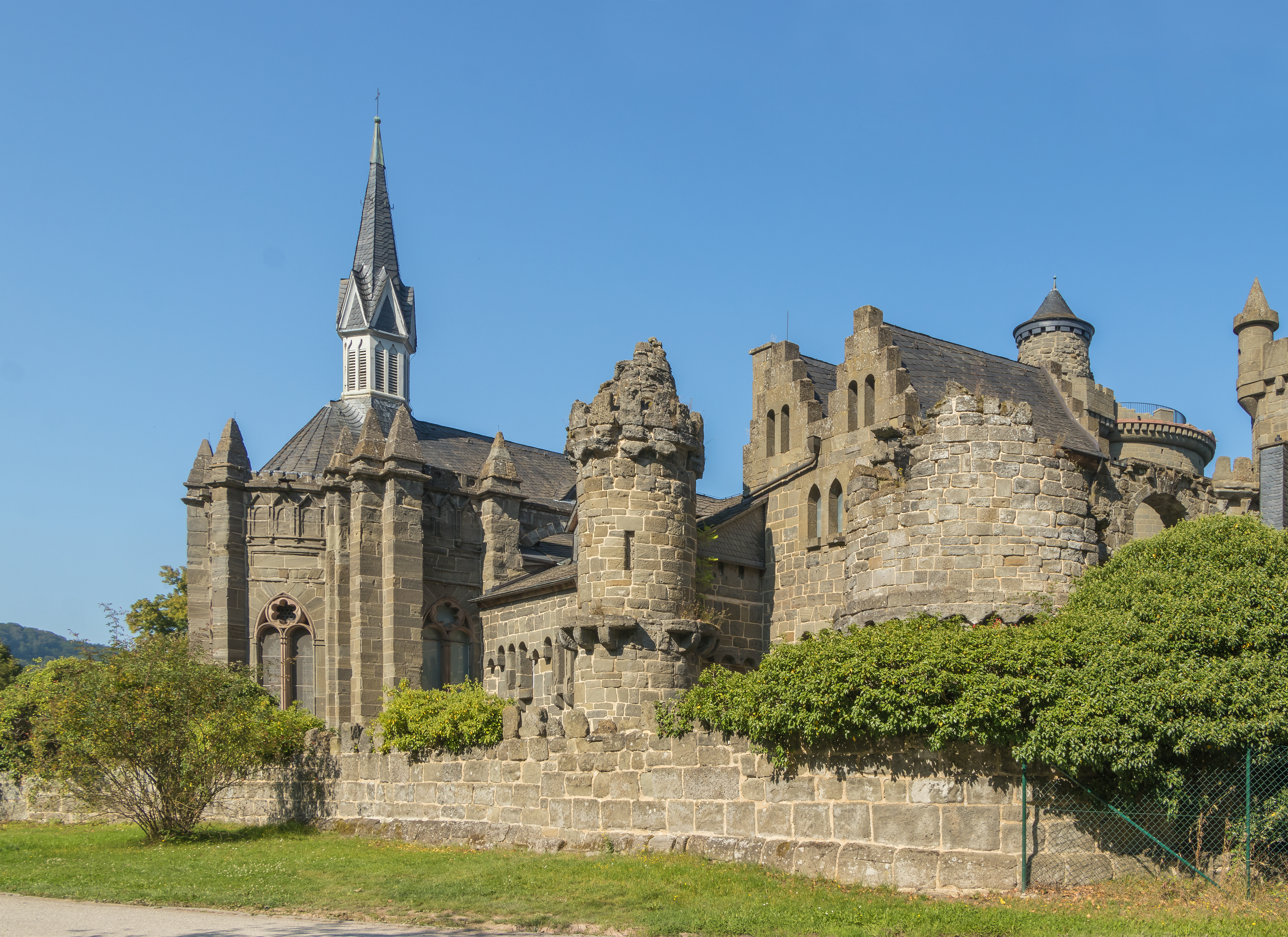
Künstliche Ruine: Löwenburg im Bergpark Wilhelmshöhe (Kassel), erbaut 1793–1801
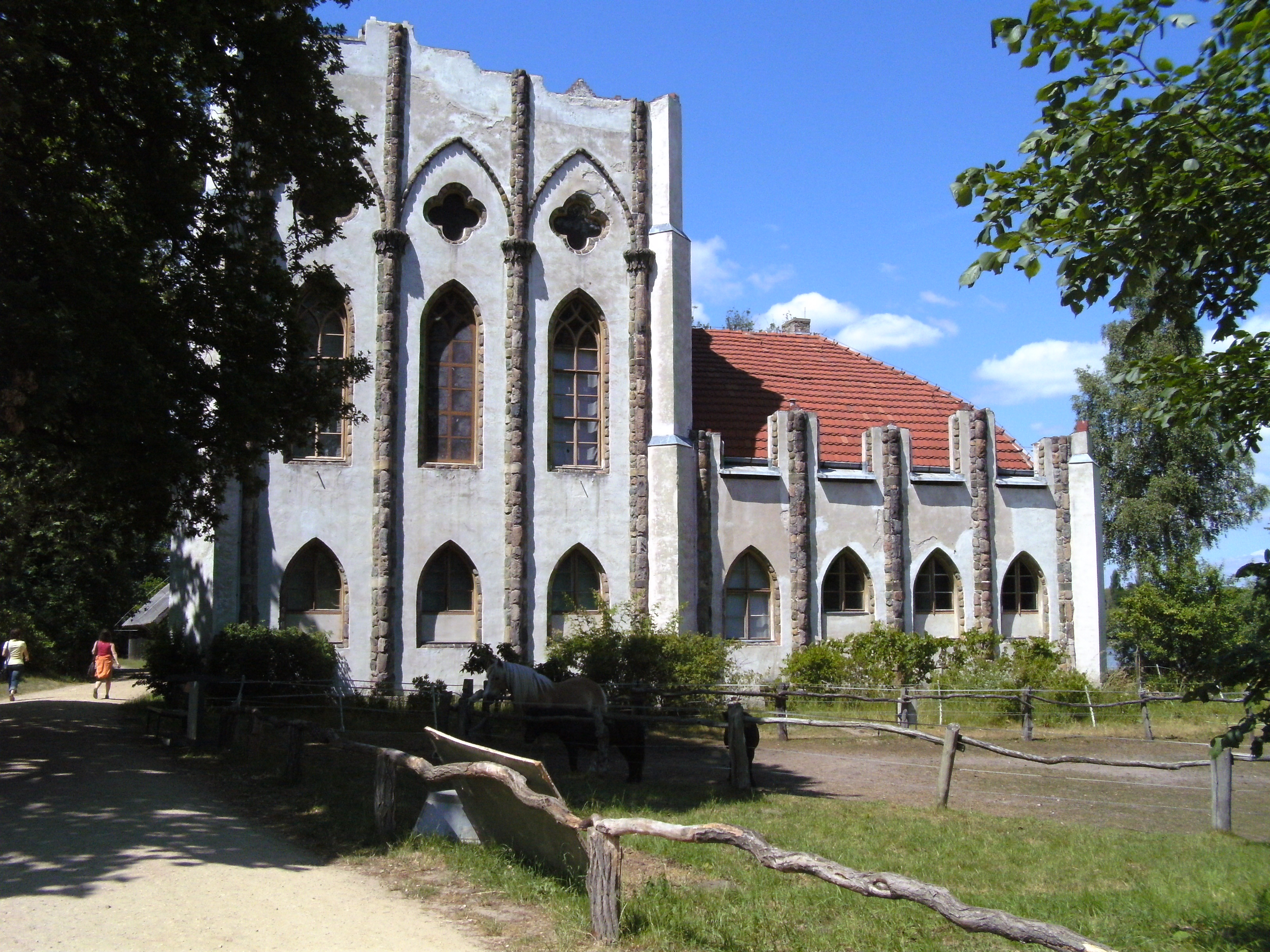
Künstliche Ruine: Meierei auf der Pfaueninsel, erbaut 1794–1795
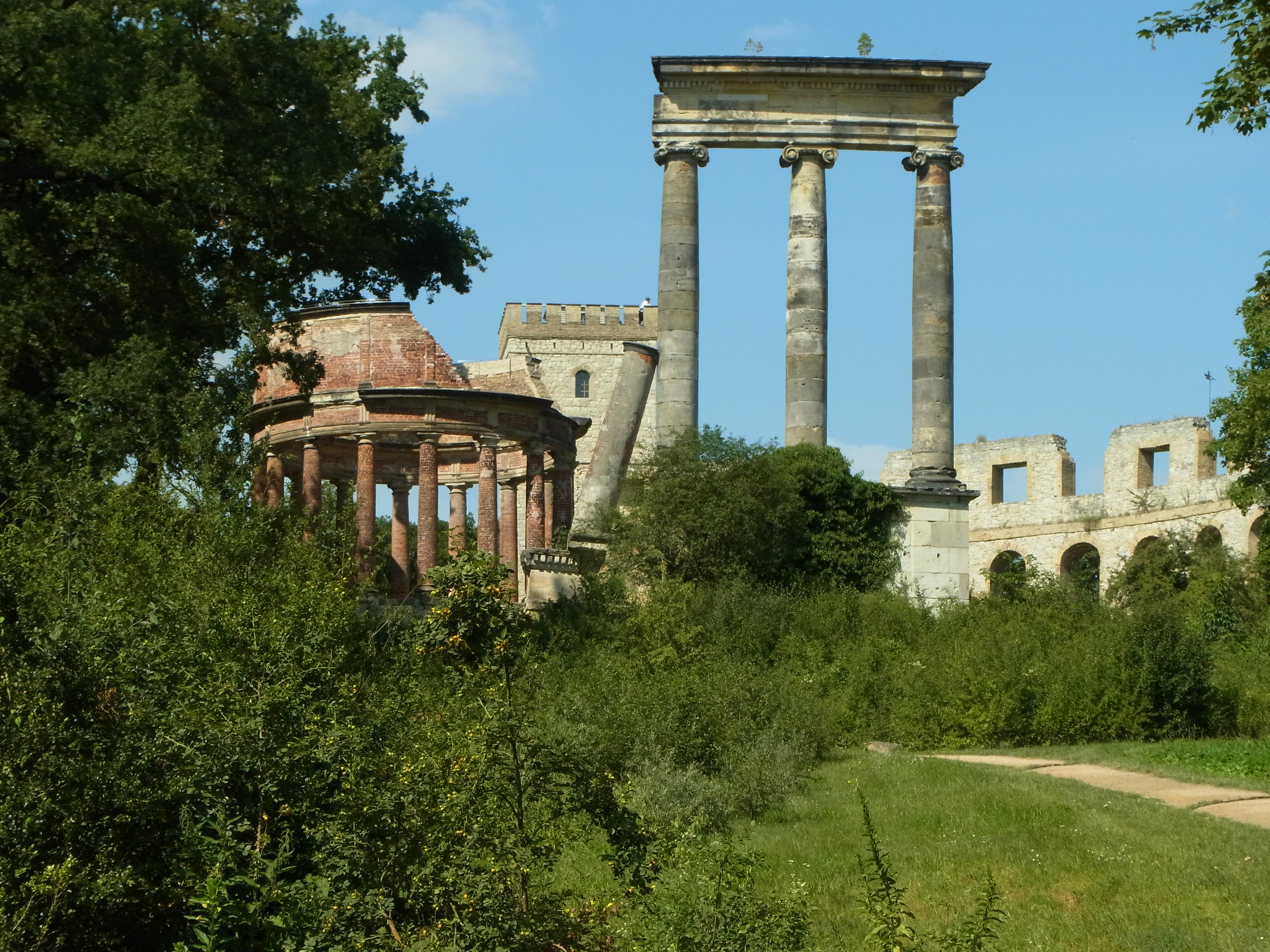
Ruinenstaffage auf dem Ruinenberg in Potsdam-Sanssouci, 1748
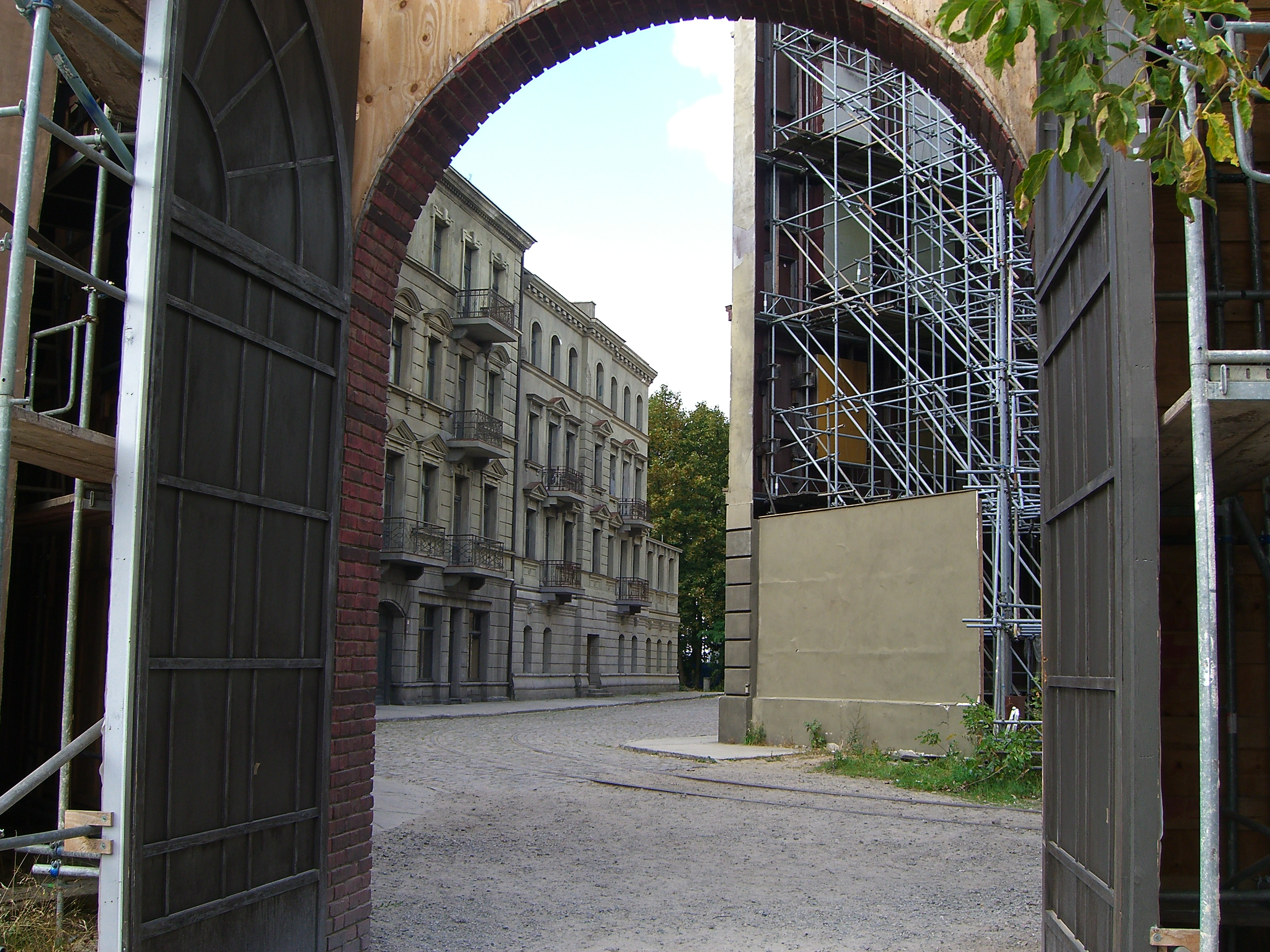
Scheinarchitektur als Kulissen im Filmpark Babelsberg
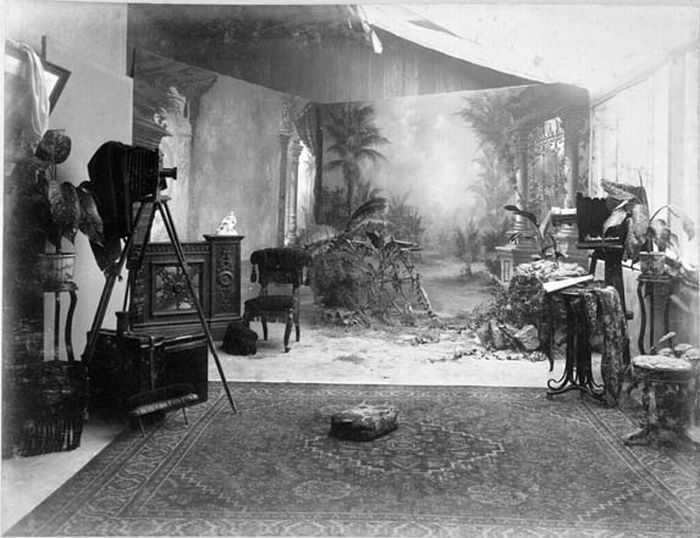
Scheinarchitektur als Staffage in einem Fotostudio, 1898
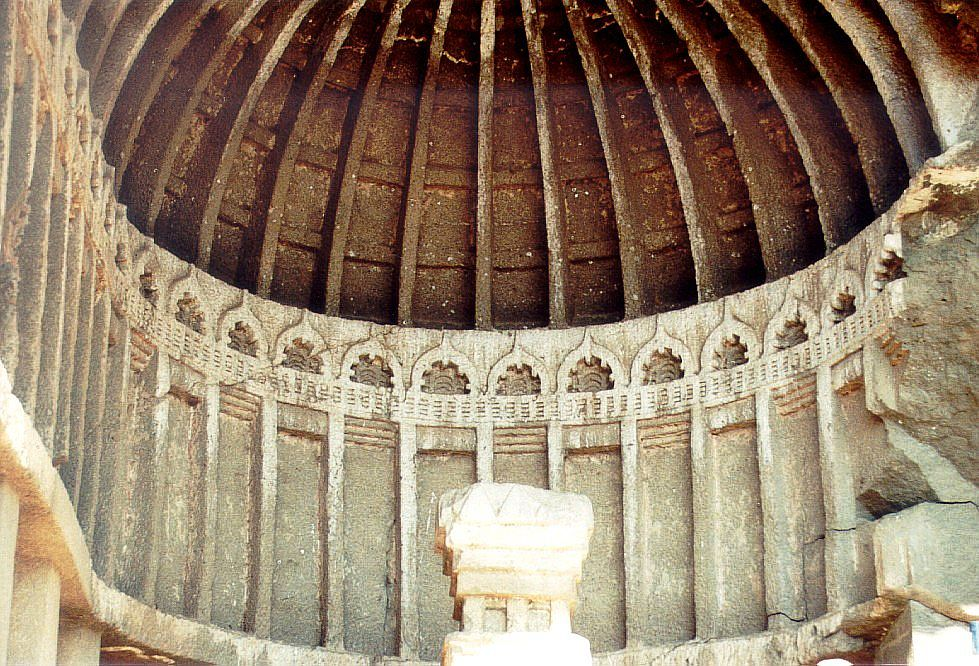
Scheinarchitektur: Innenraum einer Aurangabad-Höhle

## Illusionsmalerei
In der Malerei wird häufig die Fluchtpunktperspektive gewählt, um räumliche Tiefe vorzutäuschen. Beispielhaft hierfür ist die Deckenmalerei des Barocks. Dem am Boden stehenden Betrachter öffnet sich das Gewölbe einer Kirche beim Blick nach oben zum Himmel. Die Ränder der Öffnung werden u. a. von geschickt gemalten, perspektivisch verzerrten Balustraden begrenzt. Diese Illusion funktioniert allerdings nur von einem bestimmten Punkt aus einwandfrei, von dem aus die Zentralperspektive ihre Wirkung entfaltet und den Raum illusionistisch erweitert. Bei einem Verlassen dieses „Ideal“-Punktes verändern sich die Fluchtlinien und die Architektur scheint zu kippen. Daher eignen sich vorwiegend hohe Decken mit einem gewissen Abstand zum Betrachter, der naturgemäß die ideale Betrachtungsposition erweitert, wie auch Kuppeln oder gewölbte Deckenansätze, die den Übergang von der Realität in die Illusion unterstützen, für diese Art der Bemalung. In modernen Profanbauten ist die Dekorierung von Decken mit Scheinarchitektur wegen des Fehlens der erforderlichen Höhe nur noch selten und beschränkt sich dort meist auf die malerische Öffnung von Wänden (Darstellung der Öffnungslaibung) oder die Darstellung eines Scheinmauerwerks.
Das Barockzeitalter ist beispielhaft auch für die scheinarchitektonische Fassadengliederung. Mächtige Säulenkapitelle, Steinlagen, Fenster oder Gesimse, die der Betrachter wahrzunehmen glaubt, bestehen in diesem Fall lediglich aus Farbe, Stuck oder flachen Reliefs, die über Mauerwerk aus unbehauenen Steinen oder Ziegelsteinen angebracht wurden.
Scheinarchitektur findet man auch in barocken Kirchen- und Schlossbauten, um eine Raumausweitung zu erzielen, insbesondere in flachen Deckenbildern, die hoch aufragende Kuppeln vortäuschen.

Illusionsmalerei
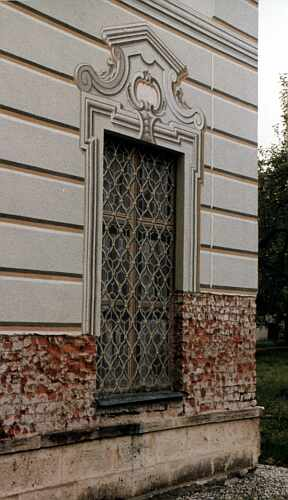
Barocke Scheinfassade mit Putzquaderung und aufgemalter Fensterrahmung (Koster Ottobeuren)
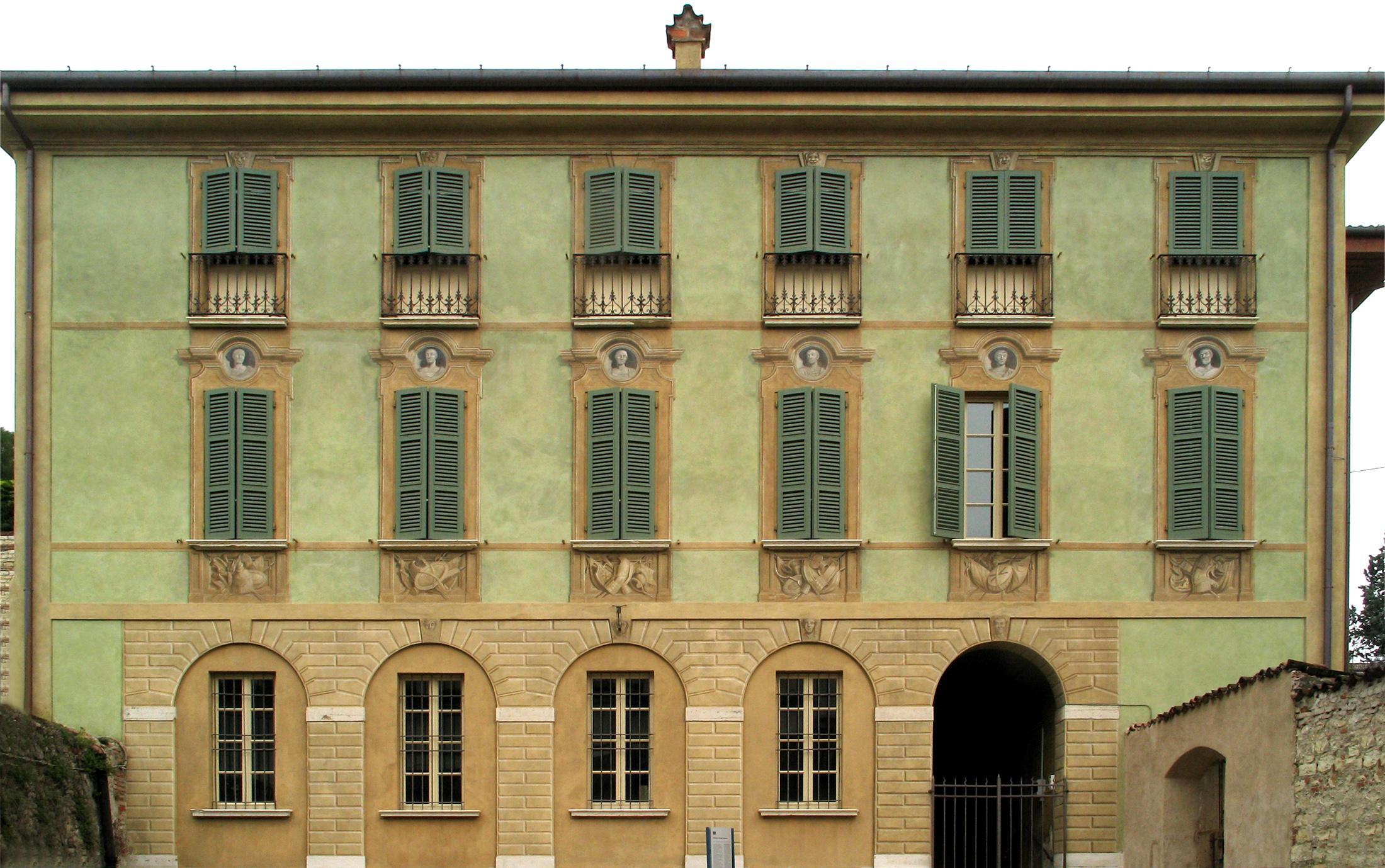
Palazzo Maggi Gambara in Brescia mit Scheinfassade
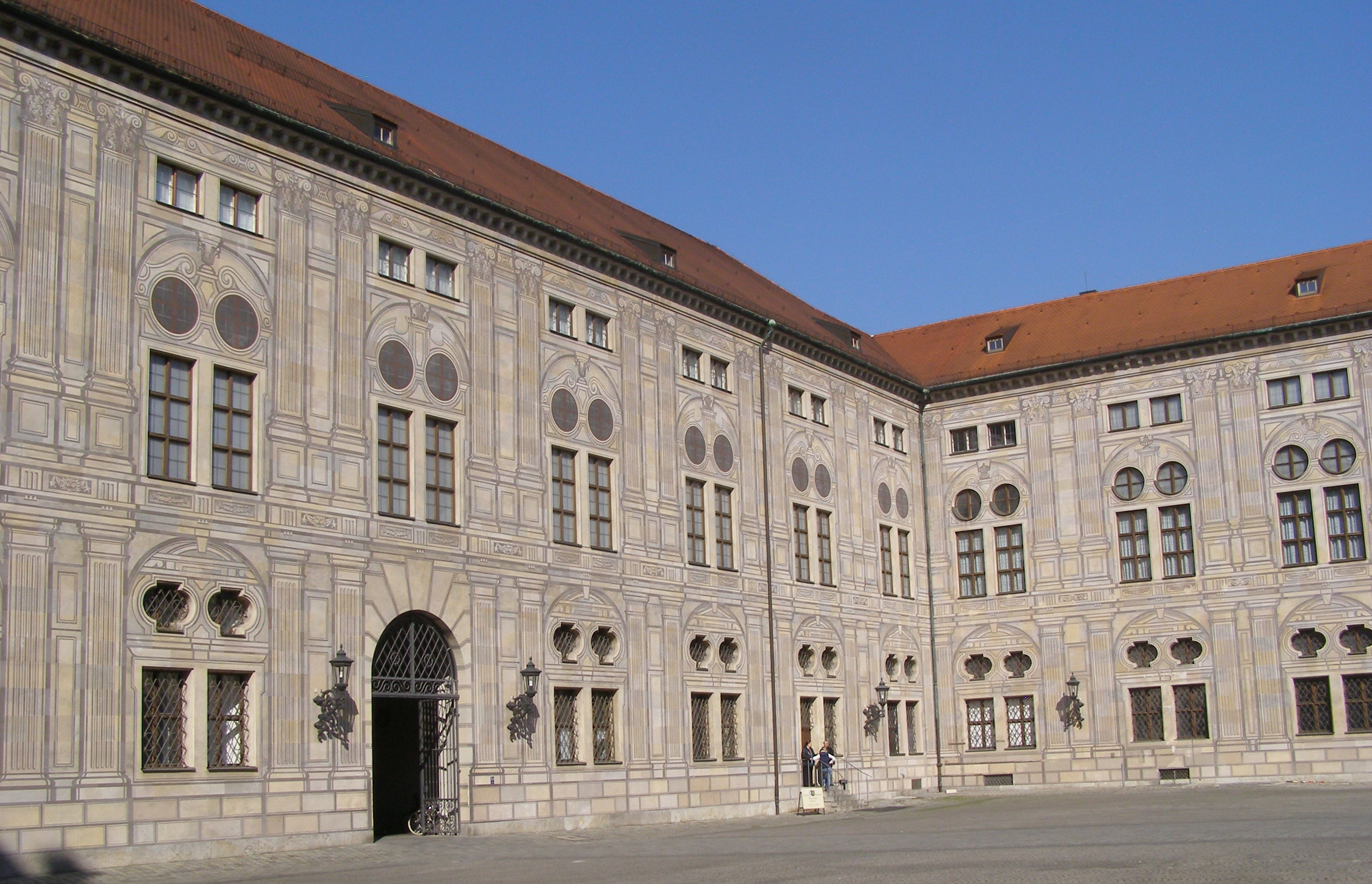
Sgraffito-Scheinarchitektur im Kaiserhof der Münchner Residenz
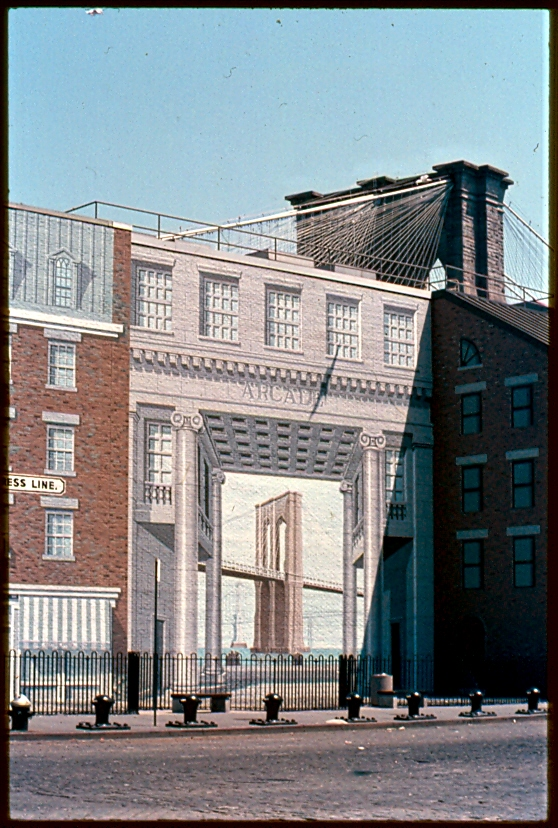
Scheinfassade, Scheinarchitektur und Trompe-l’œil in New York, von Richard Haas, 1981
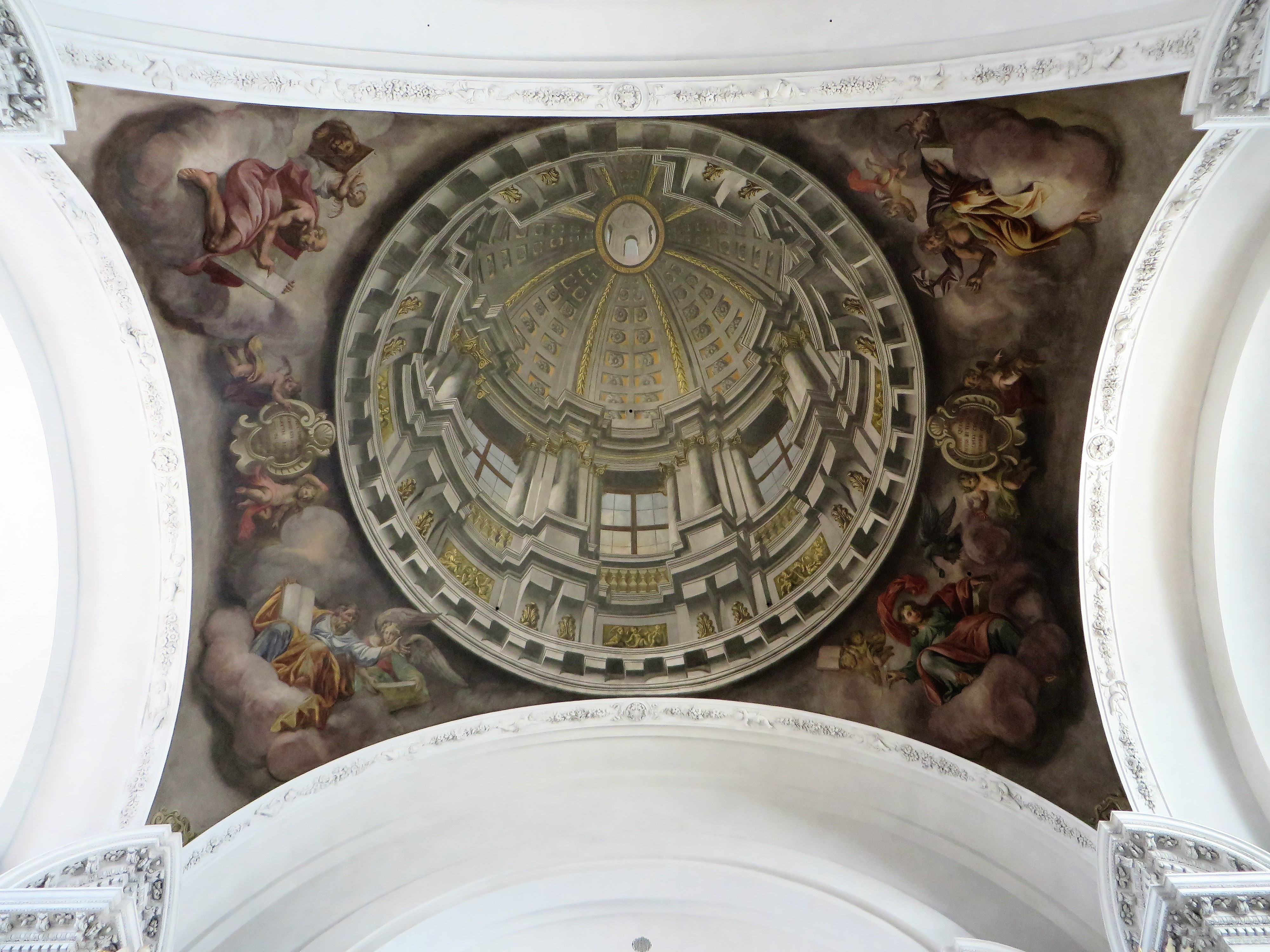
Gemalte Scheinkuppel in St. Martin (Bamberg), Francesco Marchini, 1716
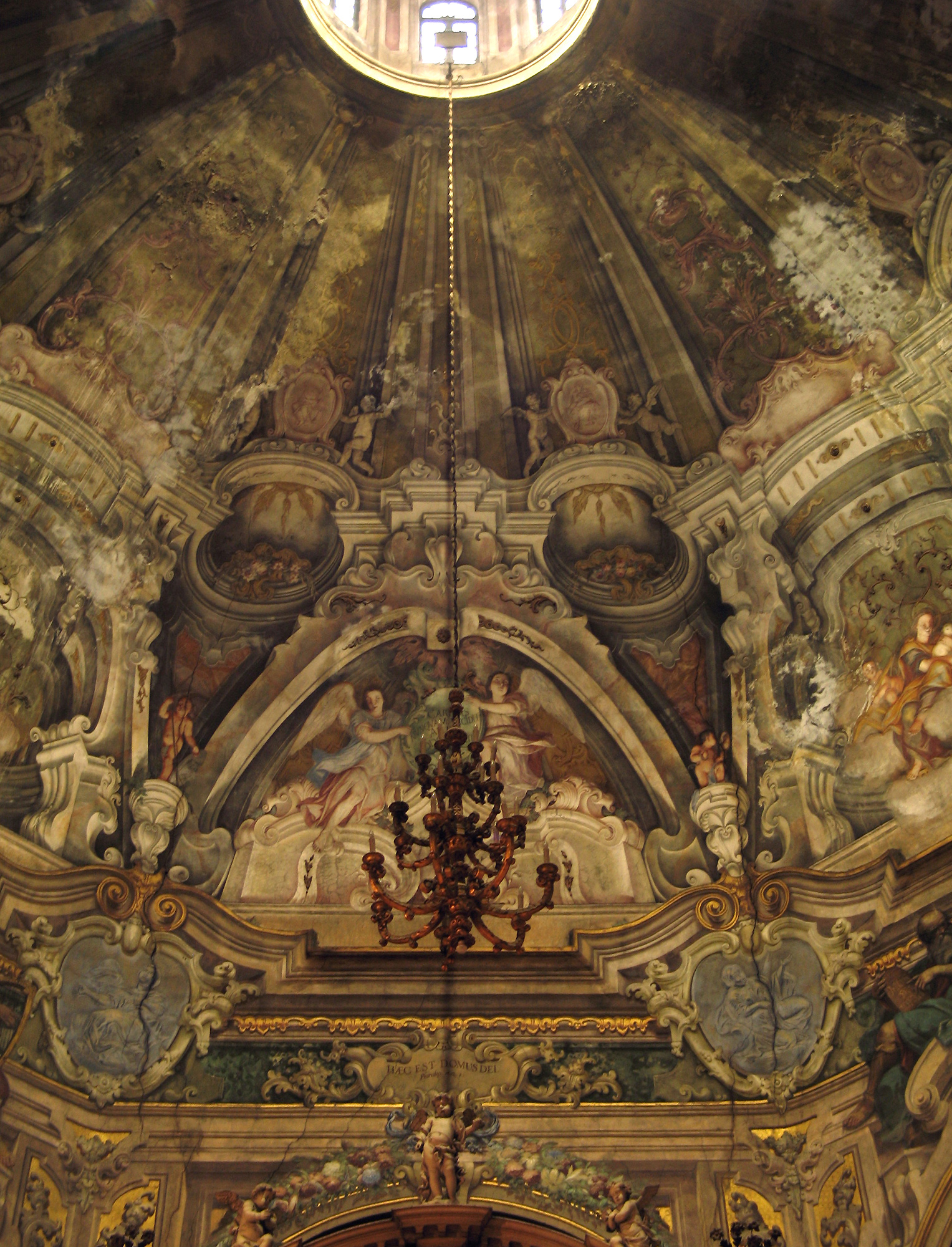
Gewölbefresko der Kirche Santa Maria della Carità in Brescia
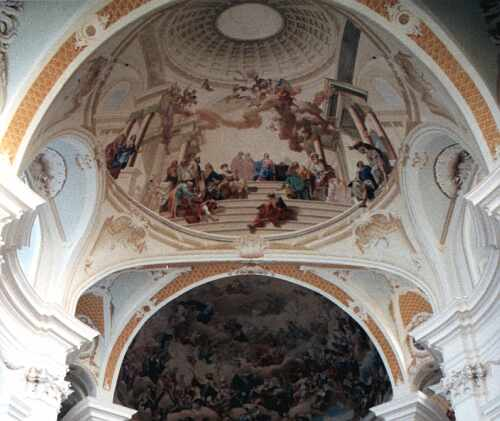
Scheinarchitektur eines Gewölbefreskos in der Abteikirche Neresheim